# Гордієнко Юлія Андріївна
Гордієнко Юлія Андріївна (26 грудня 1986 - 24 лютого 2022) - українська військовослужбовиця, медик, майор медичної служби, учасниця російсько-української війни.

## Життєпис
Народилася 29 грудня 1986 року. Після закінчення школи обрала напрям медицини. 
По завершенню навчання проходила військову службу на посадах Медичної служби Збройних Сил України.
24 лютого 2022 року загинула виконуючи службові обов'язки під час російського вторгнення в Україну.
4 березня 2022 року Указом Президента України посмертно нагороджена орденом Богдана Хмельницького.

## Військові звання
- майор медичної служби (2018);

## Нагороди
- орден Богдана Хмельницького III ступеня (4 березня 2022, посмертно) — за особисту мужність і самовіддані дії, виявлені у захисті державного суверенітету та територіальної цілісності України, вірність військовій присязі[3].